# Reinhold Messner
Reinhold Andreas Messner (ur. 17 września 1944 w Bressanone) – włoski alpinista, himalaista i podróżnik. Autor książek o tematyce górskiej. Eurodeputowany V kadencji. Jako pierwszy człowiek zdobył Koronę Himalajów i Karakorum – wszystkie czternaście ośmiotysięczników świata. Dokonał tego w 1986, a zdobycie kompletu szczytów zajęło mu łącznie 16 lat.

## Życiorys
Urodził się w niemieckojęzycznej rodzinie z Tyrolu Południowego. Dzieciństwo spędził w miejscowości Villnöß. Już w wieku pięciu lat wraz z ojcem zdobył pierwszy trzytysięcznik – Sass Rigais. Uzyskał wykształcenie w zawodzie geometry. Studiował później na Uniwersytecie Padewskim.
Preferował w swych wspinaczkach himalajskich styl alpejski – starał się nie korzystać z tragarzy, zakładał minimalną liczbę obozów pośrednich i poręczówek. Nie używał też butli tlenowych – w 1978 zdobył wraz z Peterem Habelerem w taki sposób Mount Everest (było to pierwsze wejście na ten szczyt bez użycia butli z tlenem), a następnie – samotnie – Nanga Parbat. W 1986 jako jeden z pierwszych ludzi na świecie stał się zdobywcą Korony Ziemi (w zaproponowanej przez siebie wersji ze szczytem Jaya zamiast Góry Kościuszki).
Podjął także nieudaną próbę zdobycia Cerro Torre w Patagonii o niemal pionowej ścianie. W 1990 wraz z Arvedem Fuchsem zdobył pieszo biegun południowy – przejście zajęło im 92 dni. Zamierzał także w 1995 przejść wraz ze swym bratem Hubertem z Syberii do Kanady przez Arktykę – wyprawa musiała zostać przerwana po 24 godzinach z powodu załamania pogody. Lód wokół namiotu popękał, a Hubert Messner wpadł do lodowatej wody, na skutek czego podjęto decyzję o rezygnacji i ewakuacji rosyjskim śmigłowcem.
Za swe osiągnięcia w alpinizmie na igrzyskach olimpijskich w Calgary w 1988 został nagrodzony wraz z Jerzym Kukuczką srebrnym Orderem Olimpijskim, jednak odmówił przyjęcia wyróżnienia. Za swoje osiągnięcia we wspinaniu Reinhold Messner był wpisywany do Księgi rekordów Guinnessa.
Po wycofaniu się z czynnego alpinizmu zajął się działalnością społeczną oraz polityczną. W latach 1999–2004 był posłem do Parlamentu Europejskiego V kadencji z ramienia Federacji Zielonych. Należał do grupy Zielonych i Wolnego Sojuszu Europejskiego. Pracował m.in. w Komisji Spraw Zagranicznych, Praw Człowieka, Wspólnego Bezpieczeństwa i Polityki Obronnej. Koordynował projekt powołania muzeum górskiego w Południowym Tyrolu; Messner Mountain Museum rozpoczęło działalność w 2006.
W 2023, w związku z przyjęciem nowej lokalizacji szczytu Annapurny, autorzy Księgi rekordów Guinnessa uznali, że Koronę Himalajów i Karakorum jako pierwszy zdobył nie Reinhold Messner (który miałby w 1985 nie dotrzeć do nowo ustalonego jako właściwy szczytu Annapurny), ale Ed Viesturs. Himalaista oraz Hans Kammerlander (jego partner z tamtej wyprawy) skrytykowali tę decyzję

## Korona Himalajów i Karakorum
- 1970 – Nanga Parbat (wejście ścianą Rupal, zejście ścianą Diamir; wejście wraz z bratem Güntherem, który zginął podczas zejścia)
- 1972 – Manaslu
- 1975 – Gaszerbrum I (styl alpejski)
- 1977 – Dhaulagiri
- 1978 – Mount Everest (pierwsze wejście na szczyt bez wspomagania tlenem z butli)
- 1978 – Nanga Parbat (pierwsze solowe wejście na szczyt ośmiotysięczny, ścianą Diamir)
- 1979 – K2
- 1980 – Mount Everest (pierwsze solowe wejście na szczyt)
- 1981 – Sziszapangma
- 1982 – Kanczendzonga
- 1982 – Broad Peak
- 1982 – Cho Oyu
- 1984 – Gaszerbrum I
- 1984 – Gaszerbrum II
- 1985 – Annapurna
- 1986 – Makalu
- 1986 – Lhotse

## Publikacje

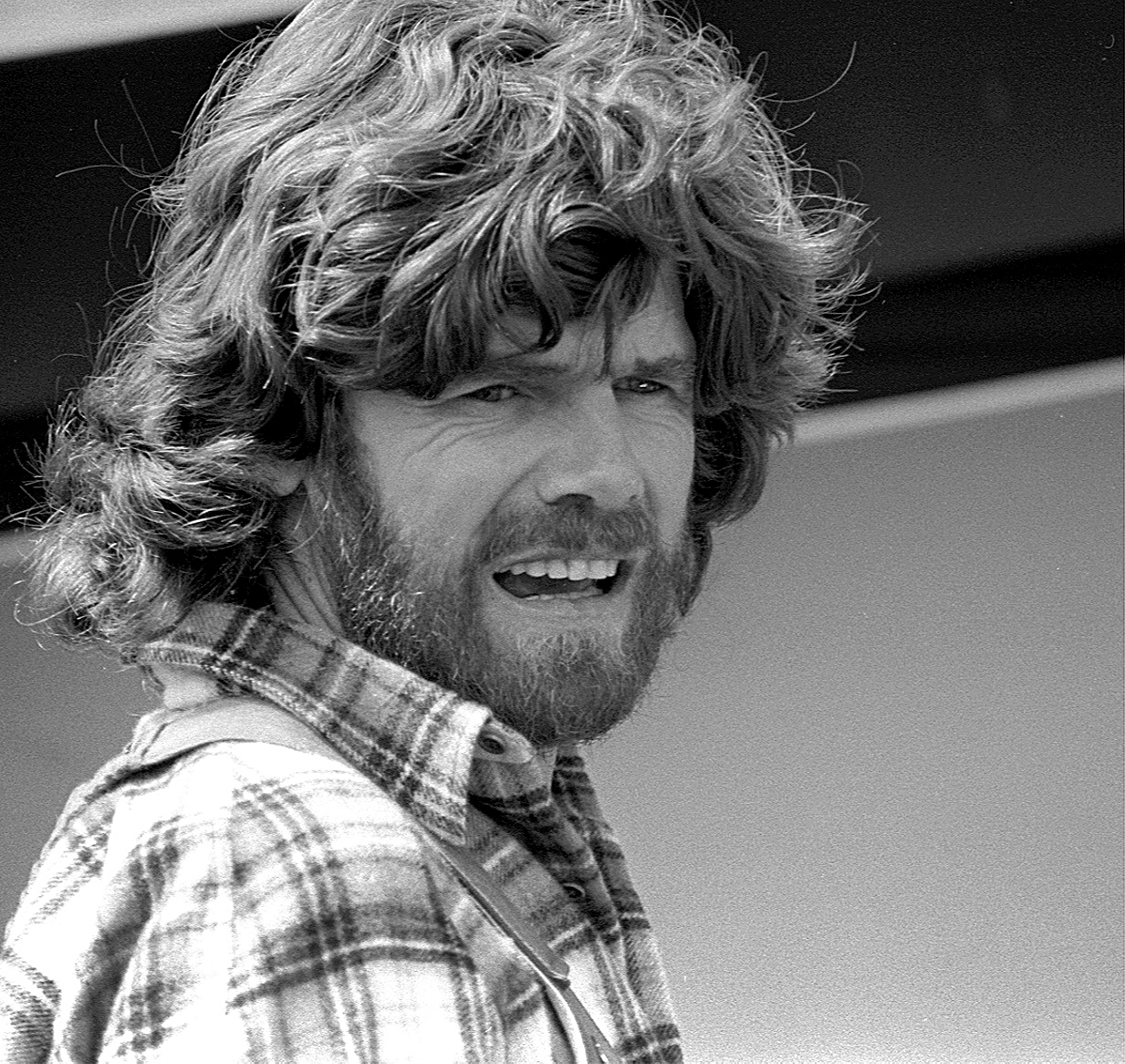
Reinhold Messner (1985)

Swoje wyprawy upamiętnił w książkach, których napisał około 50. Naga Góra. Nanga Parbat – brat, śmierć i samotność powstała po śmierci jego młodszego brata Günthera, który zginął w 1970 podczas wyprawy na Nanga Parbat. Reinhold Messner jest także współautorem scenariusza do filmu Krzyk kamienia Wernera Herzoga.
W języku polskim zostały wydane jego następujące książki:
- Siódmy stopień, przeł. Iwonna Hudowska, Wyd. AT Publications, Londyn 1973, ISBN 0-9521421-0-4,
- Wolny duch, przeł. Danuta Hołata, Wyd. Stapis, Katowice 1996, ISBN 83-85145-49-4,
- Na koniec świata. Himalaje i Karakorum – wyzwanie, przeł. Michał Misiorny, Wyd. Muza, Warszawa 1998, ISBN 83-7200-103-0,
- Yeti. Legenda i rzeczywistość, przeł. Michał Misiorny, Wyd. Muza, Warszawa 1999, ISBN 83-7200-485-4,
- Druga śmierć Mallory′ego. Zagadka Mount Everestu i jej rozwiązanie, przeł. Anna Kryczyńska, Wyd. Muza, Warszawa 2000, ISBN 83-7200-634-2,
- Annapurna. Pięćdziesiąt lat wypraw w strefę śmierci, przeł. Michał Misiorny, Wyd. Muza, Warszawa 2001, ISBN 83-7200-666-0,
- Naga Góra. Nanga Parbat – brat, śmierć i samotność, przeł. Anna Wziątek, Wydawnictwo Dolnośląskie, 2004, ISBN 83-7384-085-0,
- Gobi: pustynia we mnie, przeł. Beata Długajczyk, Wydawnictwo Dolnośląskie, Wrocław 2007, ISBN 978-83-7384-634-0,
- Moje życie na krawędzi, przeł. Małgorzata Kiełkowska, Wyd. Stapis, Katowice 2008, ISBN 978-83-61050-02-5,
- Na szczycie. Kobiety na górze, przeł. Małgorzata Kiełkowska, Wyd. Stapis, Katowice 2012, ISBN 978-83-610-5064-3,
- O życiu, przeł. Krystyna Schmidt Wyd. Agora, Warszawa 2018, ISBN 978-83-268-2687-0,
- Wędruję, aby żyć. Listy z Himalajów, przeł. Sylwia Motyl, Wyd. Helion, Gliwice 2022, ISBN 978-83-283-7983-1.